# 성안드레아성당
성안드레아성당은 대한민국의 대구광역시 수성구 수성로 수성동4가에 있는 천주교 대구대교구 제2대리구 3지역의 성당이다. 2005년 11월 30일에 설립하였다.

## 교통편
- 대구 도시철도 2호선 대구은행역

## 같이 보기
- 천주교 대구대교구
- 성안드레아